# Domenico Menna
Domenico Menna (Chiari, 15 novembre 1875 – Gussago, 11 ottobre 1957) è stato un arcivescovo cattolico italiano.

## Biografia
Fu ordinato sacerdote nel 1898 e a Roma si laureò in Diritto canonico. Nel 1918 venne eletto vicario generale della diocesi di Brescia. Il 29 maggio 1929 divenne vescovo di Mantova per nomina di papa Pio XI.
Nel 1933 il governo fascista lo sostenne quale candidato vescovo di Brescia, in contrapposizione a mons. Emilio Bongiorni, vescovo ausiliare di Brescia, considerato troppo ostile al regime; dopo circa otto mesi di sede vacante, papa Pio XI scelse Giacinto Tredici quale vescovo di Brescia.
Durante la Resistenza fu l'unico vescovo nella conferenza episcopale lombarda ad opporsi all'orientamento proposto da Alfredo Ildefonso Schuster, Giacinto Tredici e Adriano Bernareggi, vescovo di Bergamo, volta a prendere le distanze dalla RSI ed appoggiare le formazioni partigiane.
Anche in seguito al comportamento del suo vescovo ausiliare mons. Antonio Poma, davanti ad una "evidente e tormentosa impossibilità di collaborazione", nel 1954 si ritirò nell'Eremo di Camaldoli a Gussago, da lui precedentemente acquistato, dove morì nel 1957. Fu tumulato nel cimitero di Chiari e nel 2004 per suo desiderio venne traslato e sepolto nel Santuario della Beata Vergine delle Grazie a Curtatone.

## Genealogia episcopale e successione apostolica
La genealogia episcopale è:
- Cardinale Scipione Rebiba
- Cardinale Giulio Antonio Santori
- Cardinale Girolamo Bernerio, O.P.
- Arcivescovo Galeazzo Sanvitale
- Cardinale Ludovico Ludovisi
- Cardinale Luigi Caetani
- Cardinale Ulderico Carpegna
- Cardinale Paluzzo Paluzzi Altieri degli Albertoni
- Papa Benedetto XIII
- Papa Benedetto XIV
- Cardinale Enrico Enriquez
- Arcivescovo Manuel Quintano Bonifaz
- Cardinale Buenaventura Córdoba Espinosa de la Cerda
- Cardinale Giuseppe Maria Doria Pamphilj
- Papa Pio VIII
- Papa Pio IX
- Cardinale Raffaele Monaco La Valletta
- Cardinale Francesco Satolli
- Arcivescovo Giacinto Gaggia
- Arcivescovo Domenico Menna

La successione apostolica è:
- Arcivescovo Augusto Bertazzoni (1930)
- Vescovo Fulvio Tessaroli (1934)